# Anthony Ashley Cooper (1621-1683)

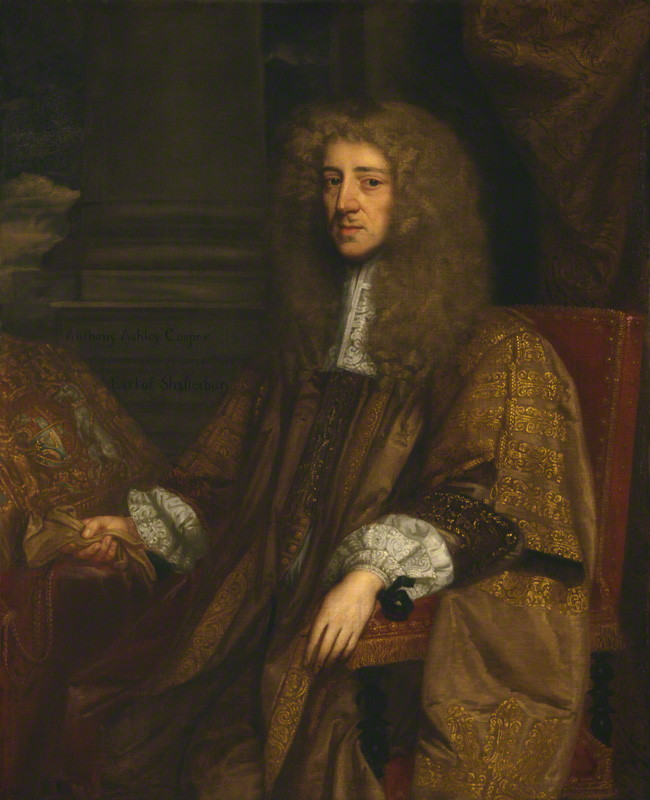
Anthony Ashley Cooper

Anthony Ashley Cooper (22 juli 1621 – 21 januari 1683), 1e graaf van Shaftesbury, was een Engels politicus. Hij studeerde aan de prestigieuze Universiteit van Oxford. In 1640 werd hij lid van het Parlement, maar hij nam pas daadwerkelijk zitting in het Rompparlement in 1653. In de Engelse Burgeroorlog steunde hij aanvankelijk koning Karel I, maar in 1644 schaarde hij zich aan de zijde van het Parlement. In 1659 werkte hij mee aan de Restauratie. Na de val van Clarendon werd hij lid van het Cabal-ministerie, waarin hij zich sterk maakte tegen geloofsvervolging. Als fel anti-katholiek raakte hij in 1672 in conflict met Karel II wegens diens tolerantie op godsdienstig gebied. De Declaration of Indulgence van de koning leidde tot de Test Act van het parlement, die ambtenaren dwong zich te laten onderzoeken op katholieke sympathieën.
In 1672 werd hij verheven tot graaf van Shaftesbury en benoemd tot kanselier. Hij steunde aanvankelijk de oorlog tegen de Nederlanden, maar toen hij kennisnam van de geheime inhoud van het Verdrag van Dover keerde hij zich tegen de koning om vervolgens te worden gearresteerd. Na vrijlating koos hij wederom de zijde van koning Karel II. Als oppositieleider had hij in het parlement een belangrijk aandeel in het in werking treden van de Habeas Corpus Act van 1679. Vanaf 1679 kwam hij nogmaals met de koning in conflict en in 1681 volgde arrestatie wegens hoogverraad. De graaf slaagde erin naar Amsterdam te vluchten, waar hij korte tijd later overleed.

## Familie
Hij was de grootvader van de filosoof Anthony Ashley Cooper (1671-1713)
- Bibsys: 11068262
- Bibliothèque nationale de France: cb124157981 (data)
- Catàleg d'autoritats de noms i títols de Catalunya: 981058599829306706
- CiNii: DA07809677
- Gemeinsame Normdatei: 119041618
- International Standard Name Identifier: 0000 0001 1947 7624
- Library of Congress Control Number: n50001461
- Nationale Bibliotheek van Tsjechië: xx0216559
- Nationale bibliotheek van Australië: 36259748
- Nationale Bibliotheek van Israël: 987007438151505171
- Nationale Bibliotheek van Polen: a0000003518400
- Nederlandse Thesaurus van Auteursnamen: 071718109
- Réseau des bibliothèques de Suisse occidentale: 02-A022771789
- LIBRIS: 344692
- SNAC: w6x92wcr
- Système universitaire de documentation: 068706316
- Museum of New Zealand Te Papa Tongarewa: 70367
- Trove: 1238422
- Virtual International Authority File: 25404031
- WorldCat: E39PBJfGRpKyPXB7dwkYvPxJjC